# Río San Francisco (Jujuy)
El río San Francisco es la principal corriente de agua de la provincia de Jujuy, en la Argentina, y el más caudaloso afluente del río Bermejo.

## Hidrografía
Se origina en las cercanías de San Pedro de Jujuy de la confluencia de los ríos Lavayén y Grande de Jujuy. Corre en dirección noreste, en un ambiente de selva tropical. Poco después de ingresar en la provincia de Salta desemboca en el río Bermejo, en las cercanías de la localidad de Pichanal.
El río Grande, que le da origen, recorre de norte a sur la Quebrada de Humahuaca, corredor de paso entre las regiones de la Puna y las regiones subtropicales del norte argentino desde tiempos precolombinos. El principal afluente del río Grande es el río Perico, que se origina en las selvas montañosas del sur jujeño. El río Lavayén se origina por la unión de los ríos Mojotoro y Las Pavas, que a su vez se originan en las estribaciones semiselváticas de la franja más austral de la provincia de Jujuy y las zonas aledañas de la provincia de Salta.
El río tiene una longitud de 155 km y un caudal medio anual de 103 m³/s, medido en Caimancito, con un máximo de 285 y un mínimo de 37 m³/s.

## El Valle de San Francisco
A partir del punto en que confluyen el Grande y el Lavayén, el río San Francisco corre por un amplio valle, ubicado entre lejanas cadenas montañosas. Por su margen derecha recibe algunos afluentes menores y el río Santa Rita; por su margen izquierda recibe el río Negro, el río Calilegua y el río de las Piedras, que sirve de límite con el sector norte de la provincia de Salta.
Su cuenca tiene una alta densidad de población, y en ella predominan los cultivos de caña de azúcar, especies madereras y frutales, además de la explotación forestal de la vegetación nativa. En ella se encuentran la segunda y tercera ciudades de Jujuy por su importancia poblacional: San Pedro y Libertador General San Martín. Otras ciudades de importancia en la zona son Calilegua, Fraile Pintado, Caimancito, Yuto, El Puesto y Chalicán. Al este del valle, en el departamento Santa Bárbara, se encuentran Palma Sola, Santa Clara y El Piquete. En Libertador se encuentra el Ingenio Ledesma, la empresa más grande de la provincia y una de las más grandes del norte argentino, dedicada a la producción de azúcar y otros alimentos, alcohol, y papel.
El 90% de la población de la provincia de Jujuy vive en la cuenca del río San Francisco. En la zona de influencia directa del río —departamentos de San Pedro, Ledesma y Santa Bárbara— viven 174 557 habitantes, de acuerdo con el censo de 2010.